# Paulo César Carpegiani
Paulo César Carpegiani (Erechim, 1949. február 7. –) brazil labdarúgó-középpályás, edző.
Az 1974-es világbajnokságon Brazília színeiben, a paraguayi válogatott edzőjeként az 1998-as labdarúgó-világbajnokságon vett részt.